# اسپرسو تونیک
اسپرسو تونیک (انگلیسی: Espresso and tonic) یک نوشیدنی مخلوط غیرالکلی است که از مخلوط کردن اسپرسو و آب تونیک تهیه می‌شود. این نوع نوشیدنی اولین بار در سال ۲۰۰۷ به ثبت رسید و قبل از اینکه در آمریکای شمالی، ژاپن و سراسر دنیا شیوع پیدا کند در اسکاندیناوی پرطرفدار شد. مواد اولیه اصلی تشکیل دهنده این نوشیدنی، اسپرسو و آب تونیک می‌باشد ولی ممکن است طعم دهنده‌های دیگری به آن افزوده شود.

## تاریخچه
در حالیکه حق امتیاز تهیه آب تونیک در سال ۱۸۵۸ در لندن به ثبت رسید و حق انحصاری اختراع و ساخت اسپرسوساز متعلق به سال ۱۹۰۵ در ایتالیا است، اولین بار در سال ۲۰۰۷، روش تهیه این نوشیدنی در اسلو به ثبت رسید.